# Bataille de Narvik
 (mai 2013).
Si vous disposez d'ouvrages ou d'articles de référence ou si vous connaissez des sites web de qualité traitant du thème abordé ici, merci de compléter l'article en donnant les références utiles à sa vérifiabilité et en les liant à la section « Notes et références ».
Seconde Guerre mondiale
Batailles
Campagnes du Danemark et de Norvège
- Incident de l'Altmark
- Opération Wilfred
- Opération Weserübung
- Plan R 4
- Campagne de Norvège
- Bataille du détroit de Drøbak
- Bataille de Midtskogen
- Bataille de Narvik
- Opération Hammer
- Bataille de Dombås
- Forteresse d'Hegra
- Bataille de Vinjesvingen
- Opération Alphabet
- Opération Juno
- Îles Féroé
- Invasion de l'Islande
- Groenland
- Opération Doomsday

Front d’Europe de l’ouest
Front d’Europe de l’est
Campagnes d'Afrique, du Moyen-Orient et de Méditerranée
Bataille de l’Atlantique
Guerre du Pacifique
Guerre sino-japonaise
La bataille de Narvik a lieu durant la campagne de Norvège, autour de la ville de Narvik dans le nord de la Norvège. Elle se déroule en deux temps : d'abord en mer (le 10 et le 13 avril 1940) puis sur le sol norvégien (du 9 mai au 8 juin 1940), ce qui fait que des historiens parlent parfois des « batailles de Narvik » afin de distinguer ces deux temps. Les combats dans la région s'étendent au total du 9 avril au 8 juin 1940.
Il s'agit de la première victoire militaire des forces alliées au cours de la Seconde Guerre mondiale. Toutefois, cette victoire est de courte durée car les Alliés doivent rapidement se retirer et laisser le champ libre aux forces du Troisième Reich à cause des événements de la bataille de France.

## Contexte
Le 1er mars 1940, Adolf Hitler ordonne l'invasion de la Norvège, baptisée « Opération Weserübung » comme une manœuvre préventive contre une occupation franco-britannique planifiée et ouvertement discutée de la Norvège. Début avril 1940, l'Allemagne envahit la Norvège afin de sécuriser le transport du fer suédois en provenance des mines de Kiruna. 90 % du minerai de fer suédois va en Allemagne et cela représente 50 % des importations en fer de l'Allemagne (le Royaume-Uni est également client, mais seulement à hauteur de 10 % de sa consommation globale). Cette matière première, indispensable aux Allemands dans leur poursuite de la guerre, transite par la ligne de chemin de fer Malmbanan/Ofotbanen jusqu'au port de Narvik. Il a l'avantage d'offrir un accès direct à la mer de Norvège et être le seul port praticable en hiver car libre des glaces qui obstruent les autres ports du nord de la Baltique. L'opération concerne la majeure partie de la Kriegsmarine. Les unités participantes sont  divisées en cinq groupes, qui doivent occuper six des principaux ports norvégiens.
Les Alliés envisagent auparavant occuper le pays afin de contrer les visées allemandes, mais la décision tarde à venir. C'est donc seulement quand les Allemands assaillent la Norvège, que les Alliés décident d’y envoyer des troupes pour venir en aide à l’armée norvégienne en déroute face à la Wehrmacht.

## Forces alliées
Les forces alliées en Norvège sont composées comme suit : l’amiral Cork dirige les opérations combinées, le corps expéditionnaire britannique est dirigé par le général Mackesy, le général Carl Gustav Fleischer, quant à lui, dirige la 6e division norvégienne.
La 6e division norvégienne a ses quartiers à Harstad. Mobilisée depuis la guerre d'hiver, la division est mieux préparée à la guerre que les autres unités norvégiennes. Elle est composée de deux brigades légères d’infanterie, la 6e et la 7e brigades. Les Britanniques engagent la 24e brigade d'infanterie composée de quatre bataillons.
Le corps expéditionnaire franco-polonais dirigé par le général Béthouart est composé de :
- La 1re division légère de chasseurs, créée le 15 avril 1940 à partir de la Brigade de Haute-Montagne, elle est commandée par le général de brigade Béthouart (promu à ce grade ce jour) comprenant :
  - La 27e demi-brigade de chasseurs alpins, engagée du 27 avril au 7 juin dans le secteur de Narvik ;
  - La 5e demi-brigade de chasseurs alpins qui n'a pas été engagée à Narvik mais dans le secteur de Namsos du 19 avril au 3 mai ;
  - Le 2e groupe autonome d’artillerie coloniale ; la 342e compagnie autonome de chars de combat ; la 14e compagnie antichars ; la 1026/40e batterie anti-aérienne et la 802e compagnie de camionnettes.
  - La 13e demi-brigade de Légion étrangère composée de deux bataillons en majorité composés d'anciens républicains espagnols, elle est sous les ordres du lieutenant-colonel Magrin-Vernerey (futur général Monclar).
  - La Brigade autonome de chasseurs de Podhale, forte de 5 000 hommes et commandée par le général Bohusz-Szyszko. Elle est formée le 9 février 1940 à Coëtquidan (Morbihan) comme une unité de l’Armée polonaise de l'Ouest.

Les forces navales françaises sont constituées par la « force Z », du contre-amiral Edmond Derrien, composée de deux groupes :
- le « groupe Émile Bertin », chargé de la protection des convois.
- le « groupe des transports », constitué de la 1re division de croiseurs auxiliaires du contre-amiral Cadart[3] et des paquebots et cargos, Ville d'Alger, Ville d'Oran, El Djezaïr, El Mansour, El Kantara, Chenonceau, Colombie et Mexique réquisitionnés affectés au transport de troupes, matériels et ravitaillement.

Les forces navales polonaises engagent les destroyers ORP Burza, ORP Grom et ORP Błyskawica, et le sous-marin ORP Orzeł.
Les Alliés disposent donc de 24 000 hommes et les Norvégiens de 5 000.

## Forces allemandes
Le Kriegsschiffgruppe Narvik (Groupe 1) commandé par le Kommodore Friedrich Bonte comprend 10 destroyers (Georg Thiele, Wolfgang Zenker, Bernd von Arnim, Erich Giese, Erich Koellner, Diether von Roeder, Hans Lüdemann, Hermann Künne, Wilhelm Heidkamp (navire amiral) et Anton Schmitt) et des navires de transport. Ils débarquent le 139e régiment de chasseurs alpins (Gebirgs-Jäger-Regiment 139), commandé par le général Dietl de la 3e Gebirgs-Division avec trois « bataillons » (Abteilung), soit environ 2 000 hommes, à Narvik le 9 avril 1940.
Les Allemands disposent donc de 2 000 chasseurs de montagne (dirigés par le général Dietl) et 2 600 marins à Narvik. La 2e DI de montagne, soit 15 000 hommes, vient les renforcer en juin.

## Déroulement

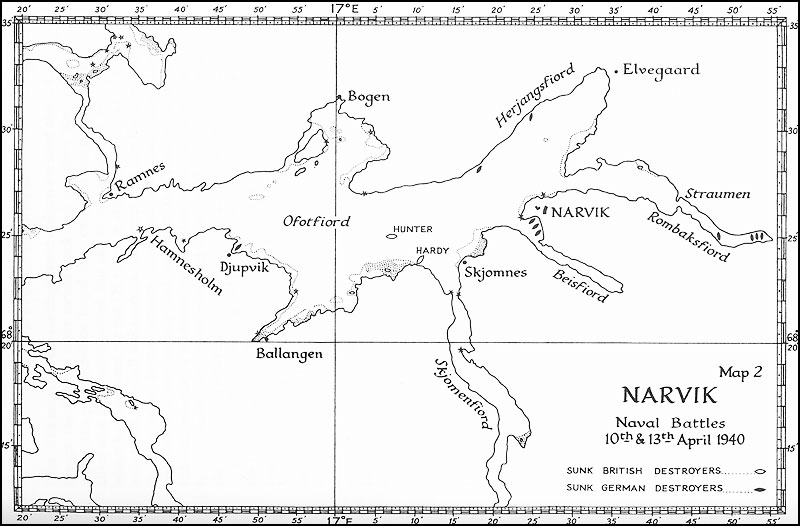
Les batailles navales de Narvik.

Les Allemands, après avoir rapidement conquis le sud du pays, arrivent à Narvik avec 10 destroyers et balayent sommairement[pas clair] les garde-côtes norvégiens faisant face à l'entrée du fjord.
Amarrés au port de Narvik, ils doivent rapidement faire face, le 10 avril 1940, à 5 destroyers britanniques qui font leur apparition à l'entrée du fjord et transforment le port en véritable cimetière pour bateaux. Cependant la flotte allemande, bien qu'elle accuse de sérieux dégâts, parvient à les repousser.
Trois jours plus tard, les Alliés envoient huit destroyers et un cuirassé pour déloger l'expédition allemande. En infériorité, les Allemands reculent et sabordent leurs derniers navires dans le fjord pour permettre aux marins rescapés de se réfugier dans les montagnes enneigées qui bordent Narvik, laissant la ville aux mains des Alliés.
Quelques jours plus tard, les Alliés reçoivent des renforts et comptent désormais 24 500 hommes. Les Allemands sont donc cinq fois moins nombreux. Mais entraînés aux conditions de l'Arctique, ils résistent jusqu'au départ des troupes alliées rembarquées pour la bataille de France. Ils peuvent ainsi reprendre la ville de Narvik qu'ils occupent jusqu'à la reddition du détachement d'armée Narvik le 8 mai 1945.

### Invasion allemande
Campagne de Norvège
Le Gruppe I allemand a quitté Bremerhaven le 6 avril 1940. Il se composait de dix destroyers de la classe Type 1934 Georg Thiele, de la classe 1934A Wolfgang Zenker, Erich Giese, Erich Koellner, Bernd von Arnim et de la classe 1936 Georg Thiele, Diether von Roeder, Hans Lüdemann, Hermann Künne, Anton Schmitt et le navire amiral Wilhelm Heidkamp  commandés par le Kommodore Friedrich Bonte. Chacun des navires de guerre transportait environ 200 soldats (un total de 1 900 soldats de montagne (Gebirgsjäger) du 139e régiment de montagne (Gebirgsjägerregiment) de la 3e Division de montagne commandée par le général Eduard Dietl). Les destroyers transportant des troupes ont été escortés la plupart du temps par les croiseurs de bataille Scharnhorst et Gneisenau.
L'invasion de la Norvège commence donc au matin du 9 avril 1940. Les destroyers du Gruppe I passèrent le Vestfjord dans le brouillard et la neige abondante puis arrivèrent dans l'Ofotfjord menant à Narvik. Aucun vaisseau britannique ne leur barre la voie, et les allemands peuvent pénétrer dans la zone sans rencontrer de résistance. Dans l'Ofotfjord, ils capturent trois patrouilleurs norvégiens (Senja, Michael Sars et Kelt). Avant sa capture, le Kelt a réussi à envoyer un message au navire de défense côtière HNoMS Norge, alertant le commandant naval norvégien local des navires entrants. Les navires allemands Wolfgang Zenker, Erich Koellner et Hermann Künne ont débarqué leurs soldats dans le Herjangsfjord (une branche nord de l'Ofotfjorden) afin de capturer un ravitaillement régimentaire norvégien basé à Elvegårdsmoen. Les Hans Ludemann et Hermann Künne ont également débarqué leurs troupes afin d'engager les forts norvégiens à proximité (qui se sont avérés inexistants). Le Diether von Roeder est resté dans l'Ofotfjord afin d'assurer le contrôle de la mer. L'Erich Giese a été retardé par des problèmes de moteur et n'a pas rejoint la force principale pendant un certain temps. Au moment où ils atteignirent le fond du fjord près de Narvik, la plupart des destroyers avait déjà quitté le regroupement principal afin de capturer les batteries avancées de l'Ofotfjord. Seuls trois navires s'approchent avec la mission de réduire au silence les deux vieux navires de défense côtière norvégiens qui montaient la garde, à savoir les navires de défense côtière Eidsvold (no) et le Norge. Bien que très anciens, les deux vaisseaux aux canons de 21 cm étaient en mesure de prendre le dessus sur ces trois destroyers bien plus légers et au blindage moins épais.
Les Allemands avaient l'ordre d'occuper la Norvège pacifiquement si possible, alors le vaisseau amiral allemand  Wilhelm Heidkamp  s'est arrêté et a signalé qu'il enverrait un officier pour négocier. Gerlach a tenté de convaincre Willoch que les Allemands étaient arrivés en amis, mais que les Norvégiens devaient remettre leurs navires de guerre aux forces armées allemandes. Le capitaine Willoch a demandé du temps pour consulter son commandant, le capitaine Per Askim, le commandant du Norge. Cette demande fut refusée par les Allemands, mais pendant que Willoch parlait à l'officier allemand, l'officier radio à bord de Eidsvold avait communiqué les événements à Askim. La réponse d'Askim aux demandes allemandes et à l'ordre de Willoch est venue immédiatement; Willoch et l'Eidsvold devaient ouvrir le feu. Willoch répondit à Askim : « J'attaque ». Pendant ce temps, le destroyer allemand Wilhelm Heidkamp s'était positionné 700 m (765,5 yd) à bâbord de Eidsvold et a dirigé ses lanceurs de torpilles sur le navire norvégien.
Gerlach a de nouveau tenté de convaincre Willoch de se rendre, mais Willoch a refusé. Alors que Gerlach quittait Eidsvold, il a tiré une fusée éclairante rouge, indiquant que les Norvégiens avaient l'intention de se battre. À ce stade, le capitaine Willoch a crié : "På plass ved kanonene. Nå skal vi slåss, gutter !" ("Man the guns. We're going to fight, boys!" ; « Maniez les armes. Nous allons nous battre, les garçons ! »). L'Eidsvold s'est tourné vers le destroyer le plus proche et a accéléré, réduisant la distance du Wilhelm Heidkamp à 300 m tandis que le commandant de la batterie ordonnait à la batterie bâbord (trois canons de 15 cm) d'ouvrir le feu.
Les Allemands, craignant que le Eidsvold ne percute le destroyer, ont tiré quatre torpilles du Wilhelm Heidkamp sur le vieux navire. Deux des torpilles ont touché avant que les canons bâbord ne puissent tirer. Le magasin de munitions norvégien s'est enflammé et Eidsvold a été soufflé en deux. La partie avant du navire a coulé en quelques secondes, la poupe a suivi en quelques minutes, les hélices tournant toujours. Vers 4 h 37, il était coulé. Quelque 175 marins norvégiens sont morts dans l'eau glaciale, dont le capitaine Willoch, avec seulement huit survivants.
À bord de Norge, plus profondément à l'intérieur du fjord, les explosions ont été entendues, mais rien n'a pu être vu jusqu'à ce que deux destroyers allemands soient soudainement sortis de l'obscurité. Le capitaine Per Askim a donné l'ordre d'ouvrir le feu. Quatre coups ont été tirés par des canons de 21 cm — un du canon avant et trois de l'arrière — ainsi que sept ou huit obus des canons tribord de 15 cm, dirigés contre le destroyer allemand Bernd von Arnim. La portée a été estimée à 800 mètres (1/2 mille). En raison des conditions météorologiques difficiles, il était difficile d'utiliser les viseurs optiques pour les canons, ce qui a conduit la première salve à tomber en deçà de la cible et les autres à passer au-dessus de la cible.
Les destroyers allemands ont attendu d'être le long de la jetée avant de riposter. Le Bernd von Arnim a ouvert le feu avec ses canons de 12,7 cm (5 pouces), ainsi que des mitrailleuses, mais le temps a également posé des problèmes aux Allemands. Le destroyer a également tiré des torpilles - trois salves de deux torpilles chacune. Les deux premières salves ont raté, mais la dernière a heurté le milieu du Norge et il a coulé en moins d'une minute, ses hélices tournant toujours. Quatre-vingt-dix membres de l'équipage ont été sauvés de l'eau glacée, mais 101 ont péri dans la bataille qui avait duré moins de 20 minutes.
Une grande partie de la garnison norvégienne de Narvik s'est réveillée au son des coups de feu et n'était pas préparée à affronter les Allemands. Beaucoup ont été encerclés et désarmés alors qu'ils se précipitaient pour occuper des positions défensives. Le commandant en chef de la région de Narvik, le colonel Konrad Sundlo, est souvent cité comme la raison de la capitulation rapide. Il se retire rapidement de la zone après l'engagement naval et entame des négociations avec les Allemands. Après la perte initiale de Narvik, le général norvégien Carl Gustav Fleischer a envoyé un communiqué indiquant que le colonel Sundlo avait entamé des négociations immédiates pour un cessez-le-feu et avait retiré ses troupes, que les allemands occupent la ville et les troupes norvégiennes sont encerclées entre les Allemands et la mer. Le commandant de division, qui se trouvait dans le Finnmark oriental, a été informé de la situation par téléphone et il a ordonné au commandant en second du colonel Sundlo, le major Omdal, d'arrêter le colonel Sundlo.
Sundlo a été accusé de trahison pour la reddition de Narvik après la guerre, mais ces accusations ont été rejetées. Au lieu de cela, il a été reconnu coupable de négligence pour ne pas avoir préparé de manière adéquate la défense de Narvik et pour avoir coopéré avec les allemands pendant leur occupation.
Le matin de l'attaque allemande, quatre vapeurs norvégiens étaient ancrés à Narvik ; le Cate B, l'Eldrid, le Haalegg et le Saphir. En plus des navires norvégiens, quatre navires étrangers neutres étaient présents : le paquebot hollandais Bernisse et les trois paquebots suédois Boden, Oxelösund et Strassa. En plus des navires neutres, les belligérants avaient des navires à Narvik, ancrés dans le même port. Les Britanniques avaient cinq bateaux à vapeur dans le port, le Blythmoor, le Mersington Court, le North Cornwall, le Riverton et le Romanby. Alors que la flottille allemande s'emparait de Narvik, il y avait onze vapeurs marchands allemands dans la ville portuaire; l'Aachen, l'Altona, le Bockenheim, le Hein Hoyer, le Martha Henrich Fisser, le Neuenfels, l'Odin, le Lippe, le Frielinghaus, le Planet, et le navire ravitailleur Jan Wellem. Celui-ci, un ancien navire-usine de baleines réquisitionné par la Kriegsmarine et reconverti, attendait l'arrivée des navires de guerre allemands, qu'il était chargé de ravitailler,. Le port abritait également les remorqueurs suédois Diana et Styrbjörn. Lorsque les destroyers allemands sont entrés dans le port, le capitaine du Bockenheim, qui a supposé que les navires de guerre intrus étaient britanniques, s'est échoué et a sabordé son navire. Au total, 25 navires minéraliers étaient à l'ancre à Narvik au début des combats, dont 10 allemands.
Les destroyers allemands étaient maintenant à court de carburant et n'avaient qu'un seul pétrolier en soutien - l'ancien  Jan Wellem  qui avait été envoyé à Narvik, selon certaines sources de la base navale secrète allemande base Nord à Zapadnaïa Litsa en Union soviétique, où il était basé depuis le 4 février 1940,,. Une autre source indique qu'il a quitté Mourmansk dans la soirée du 6 avril et que la Base Nord n'a jamais été créée. Il était arrivée au large de Narvik depuis le nord le 8 avril et avait été arrêté par le patrouilleur norvégien Kvi jouet. Le Jan Wellem a été autorisé à entrer à Narvik par le commandement naval régional norvégien, où il a été inspecté. Son capitaine a affirmé qu'il transportait 8 500 tonnes de mazout et 8 098 caisses de vivres et qu'il était en route pour l'Allemagne. Un deuxième pétrolier, le Kattegat qui avait navigué vers la Norvège depuis Wilhelmshaven, avait été coulé dans le Glomfjord dans la soirée du 9 avril. Kattegat avait été arrêté par le navire norvégien de protection des pêches HNoMS Nordkapp, le navire norvégien essayant d'abord de réquisitionner le pétrolier, mais en raison du grand équipage allemand n'a pas pu le contrôler jusqu'à Bodø, le coulant à la fin en tirant quatre coups de 47 mm dans le pétrolier,.
Le Skagerrak avait été retardé d'atteindre Narvik à temps par l'opération Wilfred britannique du 8 avril au large de la Norvège - avait également été envoyé en Norvège, en soutien au débarquement allemand à Trondheim, mais il a été intercepté par le croiseur britannique HMS Suffolk, le 14 avril après avoir été redirigé par le commandement naval allemand vers une position d'attente en mer. Lorsque le navire de guerre britannique a tenté d'aborder le Skagerrak, son équipage l'a sabordé à 68° 15′ N, 2° 00′ E. Le Kattegat et le Skagerrak, qui étaient des navires jumeaux, ont été inspectés à Kopervik par le torpilleur norvégien HNoMS Stegg, respectivement les 5 et 7 avril. Le capitaine du  Kattegat  a dit aux Norvégiens qu'il se dirigeait vers Narvik pour de nouvelles commandes, et le capitaine du  Skagerrak  a revendiqué Mourmansk comme destination, et les inspections ont révélé que les deux pétroliers avaient une pleine charge de mazout. Le Skagerrak transportait également 165 tonnes de vivres, qui étaient revendiqués comme fournitures pour les navires marchands allemands. Les caisses de nourriture étaient étiquetées "Wehrmacht",. Selon le plan allemand, les destroyers étaient supposés avoir été ravitaillés par deux pétroliers, Kattegat et Jan Wellem, chacun recevant quelque 600 t de fioul.
La flottille devait alors reprendre le chemin de l'Allemagne le soir du 9 avril. Le plan a échoué car seul Jan Wellem est arrivé à Narvik. Faire le plein avec un seul pétrolier était difficile ; seuls deux destroyers pouvaient être ravitaillés simultanément, ce qui prenait sept ou huit heures. À l'arrivée à Narvik, les destroyers étaient presque à court de carburant,. Alors que deux destroyers étaient ravitaillés en carburant à la fois, un troisième était de garde dans le fjord, les sept autres étant répartis dans les environs. Le 10 avril à 4 h, le "Jan Wellem" avait réussi à ravitailler complètement trois des destroyers allemands et était en train de ravitailler deux autres.
Entre-temps, les forces britanniques avaient tenté d'engager la Kriegsmarine, mais pour la plupart, sans succès. Le 8 avril, le destroyer de classe G HMS Glowworm britannique engagea le croiseur lourd Admiral Hipper et deux destroyers, et a été perdu, percutant et endommageant le Hipper dans la bataille. Le 9 avril, le croiseur de bataille HMS Renown portant la marque du vice amiral Withworth, couvre une opération de mouillage de mines dans le Vestfjord, lorsqu'il rencontre fortuitement, au petit matin, au large des îles Lofoten, l'escadre constituée du Gneisenau et du Scharnhorst qui constitue le soutien éloigné des forces envoyées occuper Trondheim et Narvik. Un bref échange d'artillerie aboutit à trois impacts de 381 mm sur les tourelles "Anton" et "Cæsar" et le poste de direction de tir principal du Gneisenau et à deux impacts de 280 mm sans grandes conséquences sur le HMS Renown, avant que le vice amiral Lütjens réussisse à se dégager dans la tempête,.
La mission principale des destroyers était cependant terminée, car ils avaient réussi à débarquer la force d'invasion.

### Première bataille navale
Campagne de Norvège
Le lendemain de l'invasion allemande, la Royal Navy en a profité pour attaquer la Kriegsmarine. La deuxième flottille de destroyers - sous le commandement du commodore Bernard Warburton-Lee et comprenant cinq destroyers de classe H (HMS Hardy (navire amiral), Hotspur, Havock, Hunter et Hostile — remonte le fjord au petit matin. Les destroyers allemands Hermann Künne et Hans Lüdemann sont ancrés aux côtés du pétrolier Jan Wellem et font le plein lorsque l'attaque des destroyers britanniques commence à 04h30,. Le navire de guet allemand (Diether von Roeder) avait quitté son poste pour faire le plein, et alors que la flottille britannique s'approchait de Narvik, ils ont surpris et engagé une force allemande à l'entrée du port et a coulé les deux destroyers Wilhelm Heidkamp (tuant le Commodore Bonte) et Anton Schmitt, fortement endommagé le Diether von Roeder et infligé des dégâts moindres à deux autres. Ils ont également échangé des tirs avec les troupes d'invasion allemandes à terre mais n'avait pas de force de débarquement à bord et se sont donc retournés pour partir. Avant que les destroyers ne quittent les lieux, L'Hostile a tiré ses torpilles sur les navires marchands dans le port. Au total, onze navires marchands (six allemands, un britannique, deux suédois et deux norvégiens) ont été coulés lors de la sortie britannique dans le port,.

Première bataille navale de Narvik.

La flottille britannique a ensuite été engagée par trois autres destroyers allemands (Wolfgang Zenker, Erich Koellner et Erich Giese) émergeant de l'Herjangsfjord, dirigés par le commandant Erich Bey puis deux de plus (Georg Thiele et Bernd von Arnim) venant de la baie de Ballangen, sous le commandement de Fritz Berger. Dans la bataille qui s'ensuivit, deux destroyers britanniques furent perdus: le navire amiral HMS Hardy qui s'échoua en flammes et le HMS Hunter, qui fut torpillé et coulé. Un troisième, le HMS « Hotspur », a également été gravement endommagé par une torpille. Le Hotspur et les destroyers britanniques restants ont quitté le champ de bataille, endommageant le Georg Thiele. Les destroyers allemands, désormais à court de carburant et de munitions, n'ont pas poursuivi et les navires britanniques ont pu couler le navire de ravitaillement en munitions Rauenfels pour le général Dietl qu'ils ont rencontré en sortant du fjord. Bientôt, les forces navales allemandes furent bloquées par des renforts britanniques, y compris le croiseur HMS Penelope. Dans la nuit du 11 au 12 avril, alors qu'ils manœuvraient dans le port de Narvik, le Erich Koellner et le Wolfgang Zenker s'échouent. Le Wolfgang Zenker a endommagé ses hélices et a été limité à une vitesse de 20 nœuds. Le Erich Koellner a été beaucoup plus endommagé, alors les Allemands ont prévu — lorsqu'il a été suffisamment réparé — de l'amarrer à Tårstad au même titre que le Diether von Roeder, en tant que batterie de défense.
Alors que les destroyers britanniques quittaient le Vestfjord à l'extérieur de Narvik, deux sous-marins allemands — U-25 et U-51 - ont tiré des torpilles sur eux, mais les torpilles allemandes à l'époque avaient de graves problèmes avec leurs systèmes de détonateurs magnétiques - peut-être en raison de la latitude nord élevée : toutes ont échoué et n'ont pas explosé du tout ou ont explosé bien avant leurs cibles.
Le commandant de la Kriegsmarine — Kommodore Friedrich Bonte (sur le Wilhelm Heidkamp) et le commandant britannique — commodore Bernard Warburton-Lee (sur le Hardy) ont été tués dans la bataille. Warburton-Lee a reçu à titre posthume la Victoria Cross, Bonte la Croix de chevalier de la croix de fer,.

### Deuxième bataille navale
Campagne de Norvège
La Royal Navy considérait qu'il était impératif, pour des raisons morales et stratégiques, de vaincre les forces allemandes à Narvik, alors le vice-amiral William Whitworth fut envoyé avec le cuirassé HMS Warspite et neuf destroyers ; quatre de la classe Tribal (HMS Bedouin, Cossack, Punjabi, et Eskimo) et cinq autres (HMS Kimberley, Hero, Icarus, Forester et Foxhound), accompagnés des avions du porte-avions HMS Furious. Ces forces sont arrivées dans le Vestfjord le 13 avril au matin pour constater que les huit destroyers allemands restants - maintenant sous le commandement de  Fregatenkapitän  Erich Bey - étaient pratiquement bloqués en raison du manque de carburant et manquaient de munitions.
Avant la bataille, le Warspite a catapulté son avion (l'hydravion Fairey Swordfish L9767), qui a bombardé et coulé le U-64, ancré dans le Herjangsfjord près de Bjerkvik. La plupart des membres de l'équipage ont survécu et ont été secourus par les troupes de montagne allemandes. Ce fut le premier U-boot à être coulé par un avion pendant la Seconde Guerre mondiale et le seul cas où un avion lancé depuis un cuirassé a coulé un U-boot.

Les destroyers du Warspite avancent de trois milles (5 km) devant le navire de ligne, afin d'engager le combat avec leurs homologues allemands venus à leur rencontre, donnant ainsi le coup d'envoi de la Deuxième Bataille de Narvik. Dans la bataille qui a suivi, trois des destroyers allemands ont été coulés par le Warspite et ses escortes, les cinq autres ont été sabordés par leurs équipages lorsqu'ils ont manqué de carburant et de munitions. Le premier éliminé fut le Erich Koellner qui tenta de tendre une embuscade aux forces alliées mais fut repéré par le Swordfish du Warspite puis torpillé et bombardé par les destroyers et le cuirassé. Le commandant du destroyer, Alfred Schulze-Hinrichs, et les membres survivants de son équipage, ont été capturés par les forces norvégiennes. Puis le Wolfgang Zenker, le Bernd von Arnim, le Hans Ludemann et le Hermann Künne engagèrent les forces britanniques mais ne parvinrent qu'à endommager légèrement le HMS Bedouin. Les avions britanniques de Furious ont tenté d'engager les destroyers allemands sans succès; deux ont été perdus. Le Wolfgang Zenker a tenté en vain de torpiller le Warspite. 

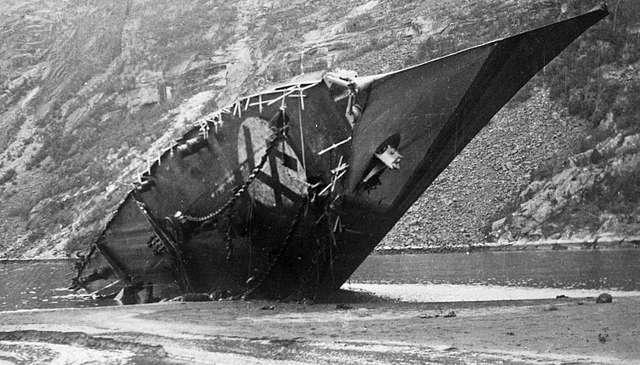
Naufrage du Bernd von Arnim dans le Rombaksfjord.

 Les vaisseaux allemands se trouvent bientôt à court de munitions et sont progressivement repoussés hors du port. Cet après-midi-là, la plupart d'entre eux tentent de s'enfuir par le Rombaksfjord, excepté le destroyer Hermann Künne. À court de munitions mais en bon état, le Hermann Künne a été sabordé par son équipage dans le Trollvika dans le Herjangsfjord. Après avoir sabordé le navire, l'équipage a placé des grenades sous-marines de démolition sur le navire, tentant de le couler dans les eaux peu profondes de Trollvika. L'HMS Eskimo, toujours à sa poursuite, lança une torpille qui toucha Hermann Künne, y mettant le feu. On ne sait pas si les grenades sous-marines du navire allemand ou la torpille de Eskimo étaient à l'origine de l'explosion.
Quatre destroyers britanniques engagent la poursuite, dans le Rombaksfjord des Georg Thiele, Hans Ludemann, Diether von Roeder et Erich Giese. Ces deux derniers souffrant tous deux de problèmes de moteur, ont tiré sur les forces britanniques alors qu'ils étaient encore à quai, endommageant le Punjabi et le Cossack mais ils ont tous deux été coulés avant qu'ils ne puissent causer des dommages supplémentaires. Ce fut la dernière contre-attaque allemande.
Il a été rapporté par les allemands naufragés du Erich Giese ont été la cible de tirs d'artillerie et de mitrailleuses britanniques pendant l'engagement.

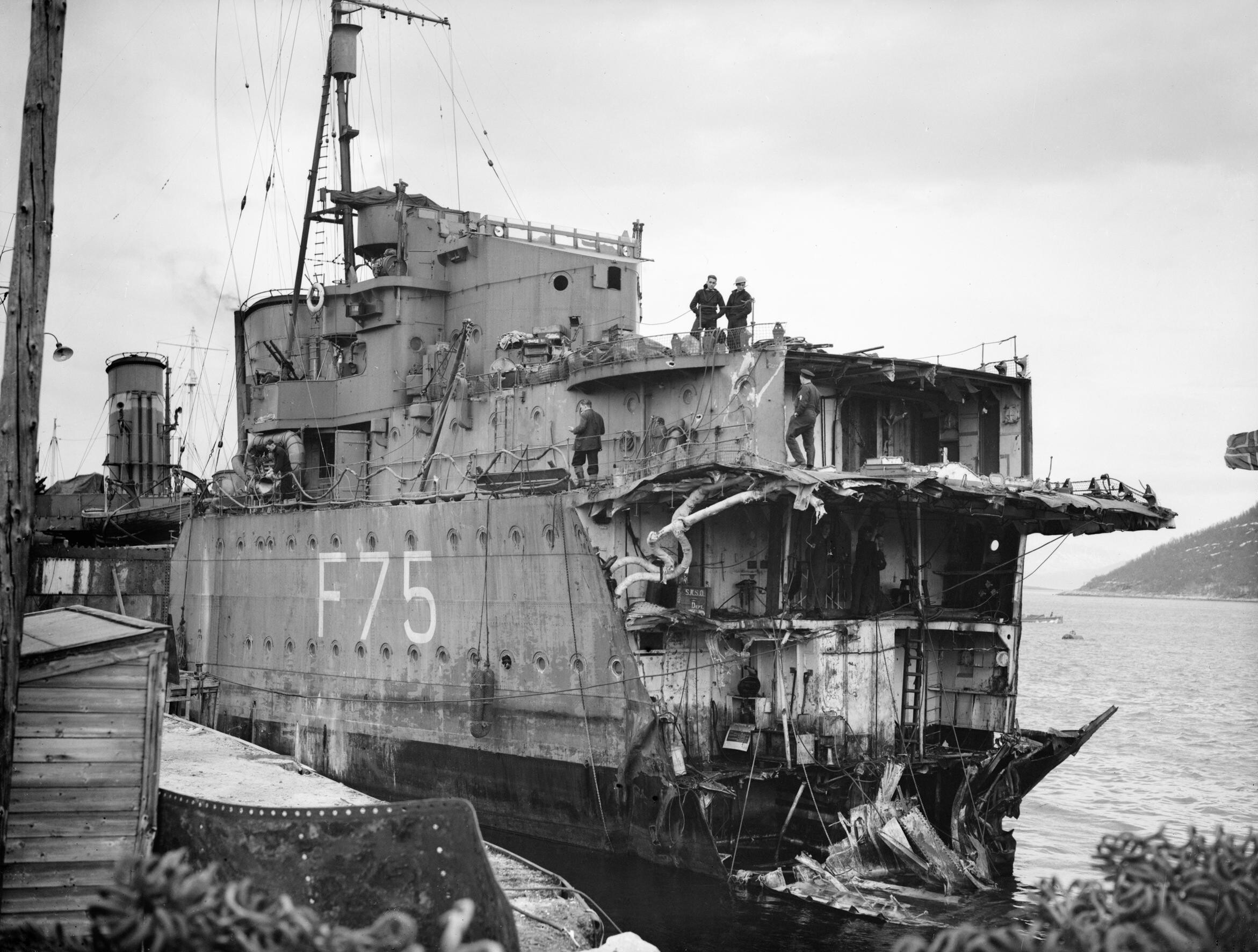
Proue du HMS Eskimo endommagée le 13 mai 1940 à Narvik

Le destroyer Eskimo est gravement endommagé par l'ennemi qui l'attendait de pied ferme. Toutefois, la situation des Allemands est sans espoir. À court de munitions et de carburant, ils ont abandonné et sabordé leurs navires les autres vaisseaux britanniques atteignent leur position. À 18 h 30, les vaisseaux britanniques quittent le fjord, désormais nettoyé de toute présence de la Kriegsmarine. Le seul navire allemand qui a survécu dans la zone portuaire fut le sous-marin U-51.
Les allemands y ont perdu plus de 1 000 hommes, un U-boot et huit destroyers. Avec les pertes de la bataille précédente, cela constituait 50 % de l'effectif des destroyers de la Kriegsmarine de l'époque.
Les batteries et les installations côtières ont également été très gravement endommagées par les canons du Warspite. Du côté allié, les dégâts subis par le HMS Eskimo le retiennent en Norvège jusqu'au 31 mai 1940. Les sous-marins allemands subissent à nouveau des échecs de torpilles, lorsque les U-46 et U-48 ont tiré sur le Warspite à son départ le 14 avril.
Environ 2 600 allemands survivants ont été organisés en une unité d'infanterie de marine improvisée, la Gebirgsmarine et ont combattu avec le régiment 139 Gebirgsjäger dans la bataille terrestre qui a suivi. Bien qu'inaptes au combat dans le terrain montagneux autour de Narvik, les marins naufragés équipaient les deux canons de 10,5 cm Flak 38 et les 11 canons antiaériens légers  récupérés sur les navires coulés pendant les batailles navales et ont mené des opérations défensives. Les marins étaient également armés des stocks capturés sur la base de l'armée norvégienne Elvegårdsmoen, de plus de 8 000 fusils Krag-Jørgensen et 315 mitrailleuses destinés à la mobilisation des unités de l'armée norvégienne dans la région de Narvik.

### Bataille terrestre
Les troupes terrestres engagées se composent pour un tiers de forces britanniques et polonaises et pour deux tiers de forces françaises et norvégiennes. Commandée par le major-général Mackesy puis par le major-général Auchinleck, la 24e brigade britannique se compose du 1er bataillon Scots Guards, du 1er bataillon Irish Guards et du 2e bataillon the South Wales Borderers.
Le 16 avril, les Britanniques débarquent trois bataillons au nord et à l’ouest de l’Ofotenfjord. Ils sont rejoints par des chars légers. Au départ, les Britanniques bombardent les positions allemandes. Le bombardement intensif du 24 avril doit forcer les Allemands à quitter la ville. Parmi les navires britanniques, les croiseurs légers HMS Aurora et HMS Enterprise et le destroyer HMS Zulu. L’aviation allemande riposte. Le croiseur lourd HMS Effingham prend sous son feu les positions allemandes situées au premier tunnel de la voie ferrée. Les Allemands y ont hissé des canons 77 sur les wagons qui sortent, tirent, puis s’abritent dans le tunnel.
La ville est fortement endommagée (le Grand Hôtel, l’Hôtel Royal, le restaurant Fjellheim). La moitié de la population est évacuée malgré l’interdiction de quitter la ville. Les bombardements coûtent la vie à 30 civils. Participent aussi aux combats les destroyers polonais ORP Grom et ORP Blyskawica.
Le 24 avril le destroyer Grom est pris pour cible par un bombardier allemand He 111. Il lâche 12 bombes de 50 kg sur le destroyer qui se rompt en deux. 59 marins polonais trouvent la mort.

#### La Légion dans la bataille
| Narvik |

Le groupement de haute montagne de la Légion étrangère créé en Afrique du Nord comprend : un état-major de groupement, une compagnie hors rang, une section de commandement et deux bataillons du type haute montagne, l’un devant être formé par les 2e, 3e, 4e régiments étrangers (1er bataillon, CHR et CDT) l’autre par le 2e bataillon du 1er régiment étranger. L’effectif de chaque bataillon comporte 930 officiers, gradés et légionnaires avec une section de skieurs. Le groupement de haute montagne est commandé par le lieutenant-colonel Magrin-Vernerey, qui deviendra Monclar lors de son ralliement aux FFL.
Embarquée à Brest le 23 avril, la 13e demi-brigade de Légion étrangère arrive à Liverpool le 25 dans la rade de Greenock. La 13e D.B.L.E. quitte le paquebot Providence des Messageries maritimes pour être transbordée sur le paquebot anglais Monarch of Bermuda. Elle repart le 29 avril.
Le 5 mai, la 13e D.B.L.E. se présente à Ballangen, dans la presqu’île de Haafjeldet, base avancée en vue des opérations sur Narvik. Tandis que la Colombie, le SS Chenonceaux et le Mexique font route plus au nord, après un transbordement sur des contre-torpilleurs britanniques, le 6 mai, et une attaque aérienne allemande, les légionnaires débarquent sur la terre norvégienne à Skånland.
Le 7 mai, le général Béthouart et le colonel Magrin-Verneret prennent passage à bord du torpilleur polonais ORP Burza pour aller explorer le fjord de Narvik. Le général Bethouart force la main aux Britanniques : un débarquement de vive force sera tenté à l’extrémité de la presqu’île de l’Herjangsfjord, à Bjervik, où les Allemands se sont retranchés. L’objectif est de prendre à revers les forces ennemies qui, à 20 kilomètres au nord, bloquent l’avance de la demi-brigade de chasseurs alpins et de plusieurs bataillons norvégiens sur une presqu’île à Gretangen.
Lorsque le 10 mai 1940, une attaque éclair sur les Pays-Bas et la Belgique, prélude à l'invasion allemande de la France, est déclenchée par Adolf Hitler, une majorité du corps expéditionnaire du Royaume-Uni et de la France doit rembarquer précipitamment, ce qui entraîne la chute de Neville Chamberlain et son remplacement par Winston Churchill..
Le général Béthouard dispose alors de la 13e D.B.L.E. à deux bataillons, d’une brigade polonaise à quatre bataillons et d’une compagnie de chars.
Le 12 mai, vers vingt-deux heures, la petite armada s’ébranle et se présente dans le fjord de Bjervik et Méby. À minuit, les canons des navires de guerre ouvrent le feu. Les Allemands sont installés autour de Bjervik et même dans Bjernik.
L’amiral britannique Cork, commandant les forces navales britanniques, et le général Béthouart ont pris place à bord du croiseur HMS Effingham. Le colonel Magrin-Verneret se trouve sur la passerelle de l'ancien croiseur HMS Vindictive transformé en transport de troupes.
Les chalands blindés foncent sur la plage. À leur bord, le I/13e du commandant Boyer-Resses et quelques chars Hotchkiss H35 d’accompagnement d’infanterie.
Le 13 mai, à l’aube, la 13e D.B.L.E. débarque sur le sol norvégien dans huit barcasses blindées et plusieurs bateaux de pêche, sous la protection de la flotte britannique. Simultanément, les 6e et 14e B.C.A. attaquent au Nord. Des cinq chars légers prévus, transportés par le cuirassée HMS Resolution, seul le H39 du lieutenant Coloby arrive à toucher terre dès le début de l’assaut.

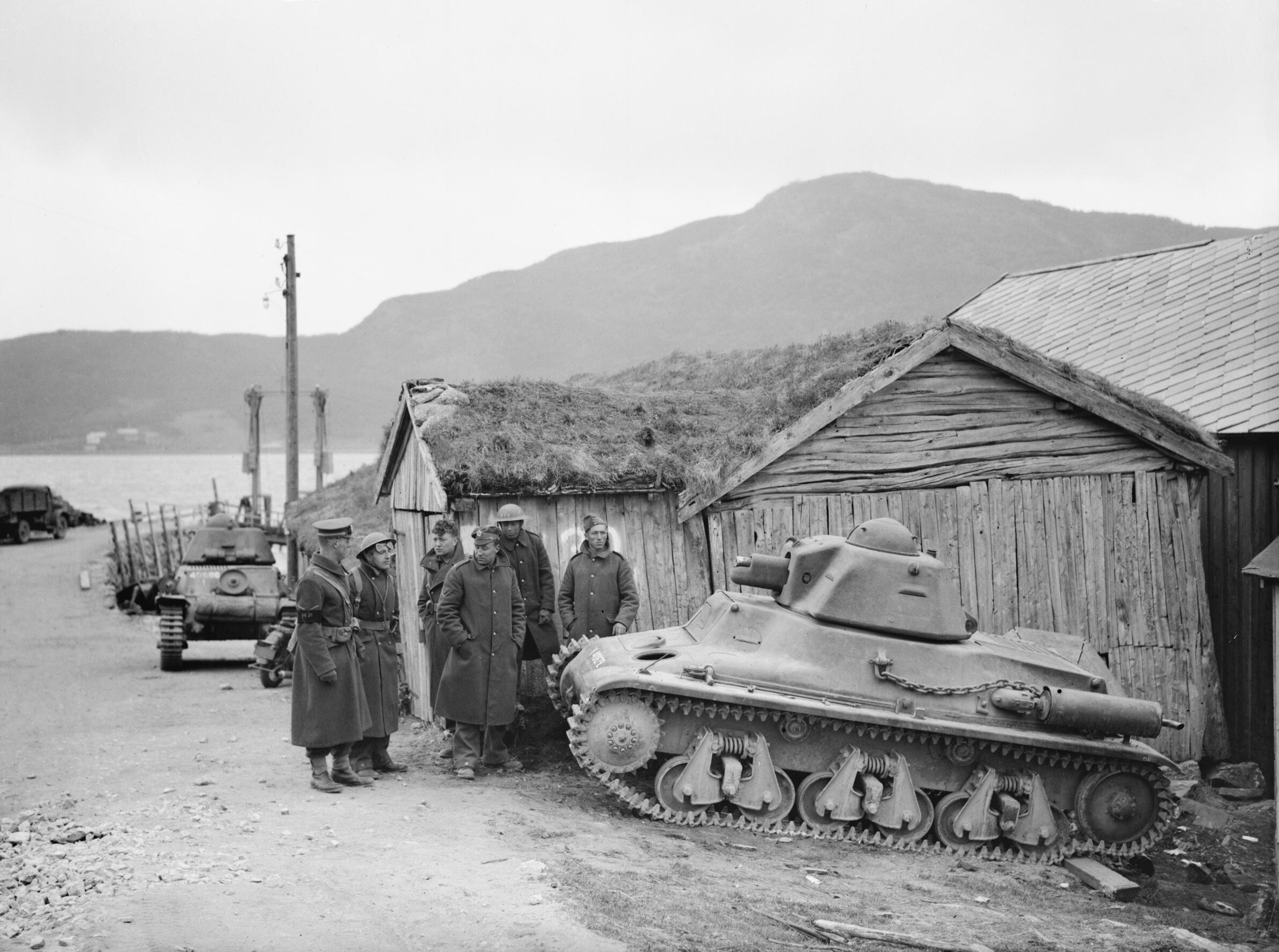
Troupes britanniques, françaises et polonaises avec des chars français Hotchkiss H39 à Steinsland, Norvège, 1940

Au bout d’une heure, les légionnaires partent à l’assaut dans cinq chalands. Malgré le bombardement, les allemands défendent le rivage et leurs mitrailleuses gênent d’emblée les engins de débarquement. Cent cinquante légionnaires du 1er Bataillon gagnent rapidement le rivage. Puis ils avancent, culbutent l’ennemi et se reforment sous le feu en direction de Bjervik, leur objectif initial. Derrière eux, trois chars gagnent enfin la plage et sont engagés dans la bataille.
Tandis que progresse lentement l’assaut des légionnaires, les Allemands se replient en défendant rue après rue. Lorsque la première tête de pont est bien établie, le restant du 1er bataillon embarque à son tour dans des canots blindés et fonce vers la plage sous une voûte de feu.
Les Allemands sont retranchés dans le village. Il faut donc enlever Bjervik maison par maison. Après cinq heures d’âpres combats de rue pour progresser au corps à corps dans les ruines et dans les flammes, dans les maisons qu’il faut enlever les unes après les autres, avec la 1re compagnie du capitaine Gelat en tête, le 1er Bataillon du commandant Boyer-Resses s’empare de Bjervik et peut poursuivre l’action vers le nord.
Lorsque le 1er Bataillon est enfin maître du terrain, le 2e Bataillon est mis à terre face à l’est. Il trouve un relief terriblement accidenté, avec des failles plus abruptes que la carte ne le laissait prévoir. Pourtant, les légionnaires du commandant Guéninchault parviennent eux aussi à vaincre toutes les résistances. Le 2e Bataillon doit poursuivre sa progression dans la montagne. Il s’empare de la cote 98 puis, au cours de son avance, enlève le camp d’Elvegård. La lutte est chaude car chaque maison est conquise par un combat sans merci. Enfin le bataillon tient Elvegård où il libère 80 prisonniers norvégiens, capture près de 500 Allemands, s’empare d’une centaine de mitrailleuses et d’un matériel important.
À 13 h 30, sous la protection des mitrailleuses du bataillon, la 1re section de la 5e compagnie parvient près du sommet, malgré les obstacles et le tir meurtrier des armes automatiques allemandes. Mais les balles qui pleuvent en rendent l’approche impossible. Bientôt l’ennemi cède. Il ne reste plus qu’une mitrailleuse haut perchée sur un rocher abrupt, au milieu des eaux, qui barre avec obstination le passage. Ni les fusils-mitrailleurs, ni les grenades lancées par les véhicules blindés ne peuvent la neutraliser. Trois légionnaires espagnols se détachent de la section, escaladent le talus avec une facilité surprenante et bondissent vers la mitrailleuse dont le tir fauche deux d‘entre eux. Le troisième s’élance à son tour et, d’un coup de crosse, assomme successivement les serveurs de l’arme, qu’il balance dans le vide. Ce légionnaire courageux s’appelle Rodriguez ; son action lui vaut la première Médaille militaire de la 13e D.B.L.E.
Vers 17 heures, la liaison entre la terre et le commandement étant établie, le chef de corps, le lieutenant-colonel Magrin-Vernerey reçoit enfin l’autorisation de l’état-major français de l’opération, de rejoindre son unité ; il débarque sur la plage de Bjervik avec son état-major, ses motocyclistes et ses éclaireurs skieurs.
La prise du camp d’Elvegaard permet au 2e Bataillon de dégager la route de Méby vers Øyjorda. Le chef de corps décide de lancer une reconnaissance jusqu’au bout de la presqu’île. Le peloton motocycliste du lieutenant Lefort est chargé de cette mission, appuyé par un destroyer surveillant le rivage. Jusqu’à Oijord, la progression est lente ; la route et défoncée et les ponts sont détruits. L’ennemi semble absent et le bourg inoccupé. Pourtant l’adversaire réagit, mais son retour offensif sur Øyjorda est vivement repoussé par les F.M. du peloton.
Au cours d’un bombardement, le P.C. du colonel est particulièrement visé : le capitaine Blanc de la C.C. et le médecin-capitaine Blancardi sont grièvement blessés.
Au cours de la progression, le 2e Bataillon perd le lieutenant René Maurin de la CAB 2 (Il est le premier officier de la 13e D.B.L.E. tué au combat).
Malgré ce premier succès, le Haut Commandement britannique décide de retirer les troupes envoyées en Norvège ; les difficultés pour ravitailler ce théâtre d’opérations, les pertes subies par la Home Fleet et la situation qui se dessine sur le font de France en sont la cause. En effet, les pertes en navires britanniques sont lourdes du fait de la supériorité de la Luftwaffe mais aussi des U-Boote qui gênent considérablement la logistique alliée. De plus, l’amiral Cunningham, commandant les forces navales, pense que la prise de Narvik est impossible. Le général Béthouart insiste pour tenter la prise de Narvik car l‘embarquement de milliers d’hommes sous la pression ennemie équivaudrait à un désastre. Les Anglais ne sont pas très favorables à une nouvelle attaque. En effet, la garnison allemande, forte de 5 000 hommes sous les ordres du célèbre général Dietl, est renforcée par un millier de marins, provenant des navires coulés.
Le 14 mai, une patrouille de la 7e compagnie du 2e bataillon, par un coup de main audacieux, détruit dix avions allemands basés au lac Hatvigvand dont la surface gelée leur sert d’aérodrome. Mais l’objectif prioritaire demeure Narvik, de l’autre côté du Rombakfjord.
Les légionnaires et les chasseurs alpins effectuent leur jonction sur la route de Gretangen. Les chasseurs du 14e B.C.A. et des unités polonaises tiennent le secteur au sud de l’objectif. Partant d’Ankenes et de la cote 668, ils sont chargés d’une opération d’encerclement sur l’arrière des positions allemandes.
Le 17 mai, l’ennemi, dont l’infanterie n’a plus de ressources pour résister efficacement, réagit avec son aviation. L’une de ses attaques sur Bjervik écrase sous les bombes le P.C. du chef de corps et le poste de secours de la 13e D.B. Le capitaine Carré de Lusançay et le lieutenant Herzog sont mortellement touchés. Le 2e Bataillon perd son chef, le commandant Albéric Guéninchault, venu faire son rapport, à Ankenes.
Ailleurs les unités comptent douze légionnaires tués et de nombreux blessés. Les bombardements et les mitraillages sont désormais très fréquents. Pourtant, l’étau se resserre sur Narvik même, objectif principal de la campagne.
Le 22 mai, vers 23 h 30, le colonel Magrin-Vernerey, les chefs de bataillon, les commandants de compagnie, le chef d’escadron du GAAC, participent à une reconnaissance au large de Langstranda. Ces officiers embarquent à Seynes, sur un ponton à moteur, puis sont ensuite transbordés sur le contre-torpilleur britannique HMS Fame. Le bâtiment met immédiatement le cap sur la pointe sud de la presqu’île de Narvik.
Le Fame contourne la presqu’île, longe à moins de 300 m les rives nord et pénètre dans le Rombaken. Il est violemment pris à partie par une pièce de 77 montée sur wagon-plateau. Deux obus traversent la passerelle sans éclater. Restent seuls sur la passerelle le commandant de bord, le lieutenant-colonel Magrin-Vernerey, le commandant Boyer-Resses et le capitaine Dimitri Amilakvari. Les canonniers se précipitent à leurs pièces de 4,7 pouces. Le capitaine Amilakvari, qui a repéré l’objectif, commande le feu. En quelques minutes, le 77 est réduit au silence.
Le Fame passe lentement devant le mamelon d’Orneset. Au premier plan, ce mouvement de terrain se détache du massif imposant du Taraldsvik par un palier très prononcé où passe la voie ferrée. Les pentes est du mamelon plongent doucement dans le fjord. Cette plage est choisie par le général Béthouart comme point de débarquement.
La tête de pont sera organisée sur le mamelon d’Orneset. Plus au sud, on distingue, au second plan, la Cote 79, qui masque la ville de Narvik. Derrière se profile la pointe de Lillevik.
Revenu à terre, le général Béthouart convoque ses subordonnés pour mettre au point les détails d’exécution de la manœuvre.
Le 26 mai, le commandant Boyer-Resses réorganise son bataillon. Quatre groupements de fusiliers et voltigeurs sont constitués. La compagnie d’accompagnement est partagée entre différents échelons. Le capitaine Guillemain fait mouvement dans la soirée, avec un détachement comprenant la section de commandement de la CAB 1, deux sections de mitrailleuses, la section d’engins et le groupement du lieutenant Bouchet. Ils s’installent dans le bois au sud-ouest de la Cote 115, pour y passer la nuit.
La 2/13DBLE et le Groupe Autonome d'Artillerie Coloniale (GAAC), déjà en place, la première vague, comprenant le chef de bataillon Boyer-Resses, une section de mitrailleuses et la 3e compagnie, quittent les emplacements de repos vers 21 h. La piste de Bjerkvik à Øyjorda est la seule voie de communication de la presqu’île. Elle longe les rives de l’Herjangfjord, au bas des montagnes enneigées. Le détachement s’écoule lentement en deux colonnes de chaque côté de la route. Des petits chevaux norvégiens traînent les voiturettes de mitrailleuses et de mortiers. Au milieu de la route passent rapidement des estafettes à motocyclette.
Le commandant Boyer-Resses, et son officier adjoint, le lieutenant Vichot, ont précédé le bataillon pour reconnaître les points d’embarquement à Seynes. Les pontons blindés attendent au bord de l’eau. Les premiers éléments arrivent et montent à bord avec beaucoup de difficultés. Le premier échelon est enfin embarqué vers 22 h 30. Dans la direction est, la flotte britannique se profile. L’enseigne de vaisseau Duff, officier de liaison, donne le signal du départ à 23 h 39. Un à un, les bateaux s’éloignent de la côte. La petite flottille dépasse bientôt la pointe d’Oijord. Arrivés à 300 m de la côte, les vaisseaux britanniques et le GAAC ouvrent le feu sur les entrées du tunnel, les remblais et les organisations susceptibles des résistances allemandes. L’ennemi, surpris, ne répond pas.
Les premières embarcations accostent. L'échelon de tête débarque aussitôt. La 3e compagnie, entraînée par le capitaine Gilbert et le lieutenant Burtin, gravit rapidement le piton d’Orneset. À mi-pente, les légionnaires sont arrêtés par le tir de soutien du GAAC. Le capitaine Gilbert envoie aussitôt la fusée « allongez le tir ». L’assaut reprend bientôt, les défenseurs du piton d’Orneset n’ont pas le temps d’utiliser leurs armes automatiques, peu efficaces dans cet amas de rochers. Quelques-uns résistent encore à la grenade. Impressionnés par le mordant des assaillants, rapidement débordés, ils abandonnent la position.
La 3e compagnie s’organise défensivement face à Narvik, au Sud-ouest et au massif du Taraldsvik, au Sud-est. Le chef de bataillon Boyer-Resses installe son poste de commandement à mi-pente du mamelon. Dans cette première phase de l’opération sur Narvik, les défenseurs d’Orneset sont prisonniers. Les légionnaires sont émerveillés par les installations. Chaque îlot allemand est relié par téléphone. D’importantes réserves de munitions, de vivres et de tabac sont stockées. Cependant, la deuxième vague du bataillon, comprenant la 2e compagnie et le reliquat de la compagnie d’accompagnement, procède à son embarquement sur la jetée d’Øyjorda.
Malgré les précautions prises par les légionnaires, un tir allemand, efficace et ajusté, est exécuté, par une pièce de 77 en batterie, sur la voie ferrée, dans la région du tunnel Djupviken. Le capitaine Guillemain et trois légionnaires sont tués ; plusieurs blessés graves jonchent la plage. Les barcasses blindées viennent se mettre à l’abri de la pointe de Toftmoen et l’embarquement du groupement Bouchet se termine sans autre incident. Aussitôt débarquée, la 2e compagnie se porte, de part et d’autre du tunnel d’Orneset. Sous l’impulsion du capitaine de Guittaut, ancien chef de groupe franc de la campagne 1914-1918, du lieutenant Vadot, déjà blessé au combat de Bjerkvik, les légionnaires escaladent les pentes escarpées du Taraldsvik. Le groupement Bouchet, qui colmate le dispositif entre la 2e et la 3e compagnie, face à Narvik, est soumis à des feux nourris. Dès son débarquement, le canon de 25 mm est traîné par ses servants à hauteur de la voie ferrée et aussitôt mis en batterie devant l’entrée du tunnel. Quelques coups bien ajustés obligent la garnison du tunnel, comprenant deux sous-officiers et huit marins allemands, à se rendre. La lutte continue plus âpre, l’ennemi étant remis de sa surprise.
L’intervention du bataillon de Norvégiens se fait attendre, la cadence d’embarquement étant de plus en plus lente. À son arrivée au poste de commandement, le chef de bataillon norvégien Ulmo, reçoit du commandant Boyer-Resses les renseignements sur la situation et le terrain. Protégés par la 2e compagnie et le groupement Bouchet, ils doivent dépasser ces éléments et s’emparer de la Cote 457. Le mouvement s’effectue lentement.
Le colonel Magrin-Vernerey et une partie de son état-major ont rejoint le poste de commandement du bataillon, et reconnaissent du piton d’Orneset le terrain d’attaque du 2e bataillon en direction de Narvik. Il est cinq heures environ, le commandant Paris, chef d’état-major du général Béthouart, vient prendre la liaison auprès du chef de bataillon Boyer-Resses. Après avoir apprécié les résultats obtenus par la Légion, il redescend vers la plage pour rejoindre le quartier général. À ce moment, une violente rafale de mitrailleuses provenant des crêtes dominant le tunnel, balaye le terrain conquis par les légionnaires. Le commandant Paris reçoit une balle en pleine tête. Il est tué.
Une contre-attaque, menée avec vigueur par deux compagnies, tombe sur les éléments du premier échelon. La lutte est dure. Les Allemands attaquent à la grenade et aux pistolets-mitrailleurs. Le capitaine de Guittaut, le lieutenant Garoux sont mortellement blessés. Privée de ses chefs, la 2e compagnie se replie légèrement. La section du lieutenant Jouandon, menacée sur trois côtés, tient bon et arrive à freiner la poussée ennemie. Le légionnaire Melis, au cri de « En avant la Légion », entraîne quelques voltigeurs. Les Norvégiens suivent. L’ennemi se replie en abandonnant ses morts. La fusillade reprend par intermittence. La situation reste confuse. Le chef de bataillon Boyer-Resses charge son officier adjoint d’aller examiner la position des éléments de l’échelon, de réorganiser le commandement des unités. Trois groupements, Bouchet, Burtin et Vadot, sont formés sur place en fonction du dispositif des sections.
Le bataillon est très éprouvé, tant par les pertes que par la fatigue due aux efforts incessants que la troupe a dû fournir pour progresser dans ce terrain chaotique. L’occupation et le nettoyage de Narvik sont effectués par la 2/13e DBLE. L’ennemi, poursuivi par le 1er bataillon sur la voie ferrée de Narvik à Luleå, bat en retraite jusqu’à la station de Sildvik.

#### Les Polonais dans la bataille
Débarqués aux îles Lofoten, les Polonais de la Brigade autonome de chasseurs de Podhale sont ensuite transférés (par une navette de bateaux de pêche norvégiens) sur le continent près de Narvik qui était tenu par une forte garnison allemande. Déposé au nord, près de Bogen, le contingent polonais doit effectuer une longue marche d'approche vers Bjerkvik, atteint le 13 mai, escorté par un détachement d'éclaireurs norvégiens à ski. Les Allemands sont repoussés vers le nord-est. Un autre contingent est déposé au sud et prend ses positions au sud de Narvik à Håkvik. Au nord, le front est tenu par la Légion étrangère, les Chasseurs alpins et les Norvégiens.
L'ensemble de la brigade polonaise est rassemblé le 16 mai et prend ses positions sur la péninsule d'Ankenes, sur la rive opposée à Narvik.
La bataille commence le 27 mai à minuit et dure trente-six heures au terme desquelles les Polonais sont parvenus à prendre Ankenes, position-clé en face de Narvik, et les villages de Nyborg et Beisfjord et à encercler la ville et la péninsule de Narvik par l’ouest, atteignant ainsi leurs objectifs. Dans le même temps, la Légion et les Norvégiens sont entrés dans Narvik même, tandis que les Chasseurs alpins pressent de près les Allemands au nord du fjord de Rombak.
En dépit de leurs avantages, dus à leurs positions fortement fortifiées et à leur puissance de feu, les Allemands sont non seulement dispersés mais mis en complète déroute par une action puissante où la Royal Navy joue un rôle important. Abandonnant ses hommes, le commandant allemand, le général Dietl, s’enfuit vers la frontière suédoise.
Les Allemands ont la maîtrise du ciel, ils en font un large usage en bombardant les positions polonaises et les navires dans le fjord nuit et jour. L’artillerie anti-aérienne est britannique, mais les Polonais découvrent avec amusement que les canons ont été manufacturés en Pologne avant-guerre à Starachowice. Les Allemands inondent les positions polonaises de tracts et d’affiches, en langue polonaise, tentant de convaincre les Polonais qu’ils se battent pour une cause perdue. Près de deux cents morts et blessés sont à déplorer dans leurs rangs. Les pertes allemandes sont plus importantes, plusieurs centaines de corps parsèment les rochers autour de Narvik. De nombreux soldats allemands sont faits prisonniers.

#### L'évacuation
Malgré la prise de Narvik, le commandement allié, conscient de la difficulté de poursuivre l’opération aussi loin des bases britanniques, sans aérodromes, et face à la situation des armées en France, décide l’évacuation du corps expéditionnaire. Celle-ci, sous le nom d'opération Alphabet est terminée le 8 juin. La Brigade franco-polonaise débarque du SS Duchess of York (1928) (en) à Brest le 15 juin. « L'objectif n'était pas prioritaire pour les Alliés, qui ne pensaient pas pouvoir tenir la région. Ils ont reflué et les nazis sont revenus et ont tout détruit. »
Les Allemands reprennent alors Narvik le 9 juin 1940 et y restent jusqu'à la fin de la guerre.
Tous les soldats allemands ayant participé à la prise de Narvik ont reçu une plaque de bras commémorative portée à l'épaule. Cela représente 8 577 soldats de toutes les armes.

##### Commémoration
Le nom de Narvik a été donné à des places ou rues dans plusieurs villes de France :
- Paris : Place de Narvik
- Marseille (square devant la gare Saint-Charles)
- Grenoble : rue de Narvik
- Aix-en-Provence
- Briançon
- Virieu-le-Grand
- etc.

##### Filmographie

###### Films
Cette bataille a fait l'objet d'un film :
- Narvik d'Erik Skjoldbjaerg, film norvégien, 2022.